# Struthiosaurus
Struthiosaurus Bunzel, 1871 è un genere di dinosauri nodosauridi, vissuti nel Cretaceo superiore (Maastrichtiano, tra 70,6 e 65,95 milioni di anni fa), i cui resti fossili sono stati rinvenuti in Europa (Austria, Francia, Romania e Spagna).

## Descrizione
Misurava fra i 2 e i 2,5 m di lunghezza.

## Tassonomia

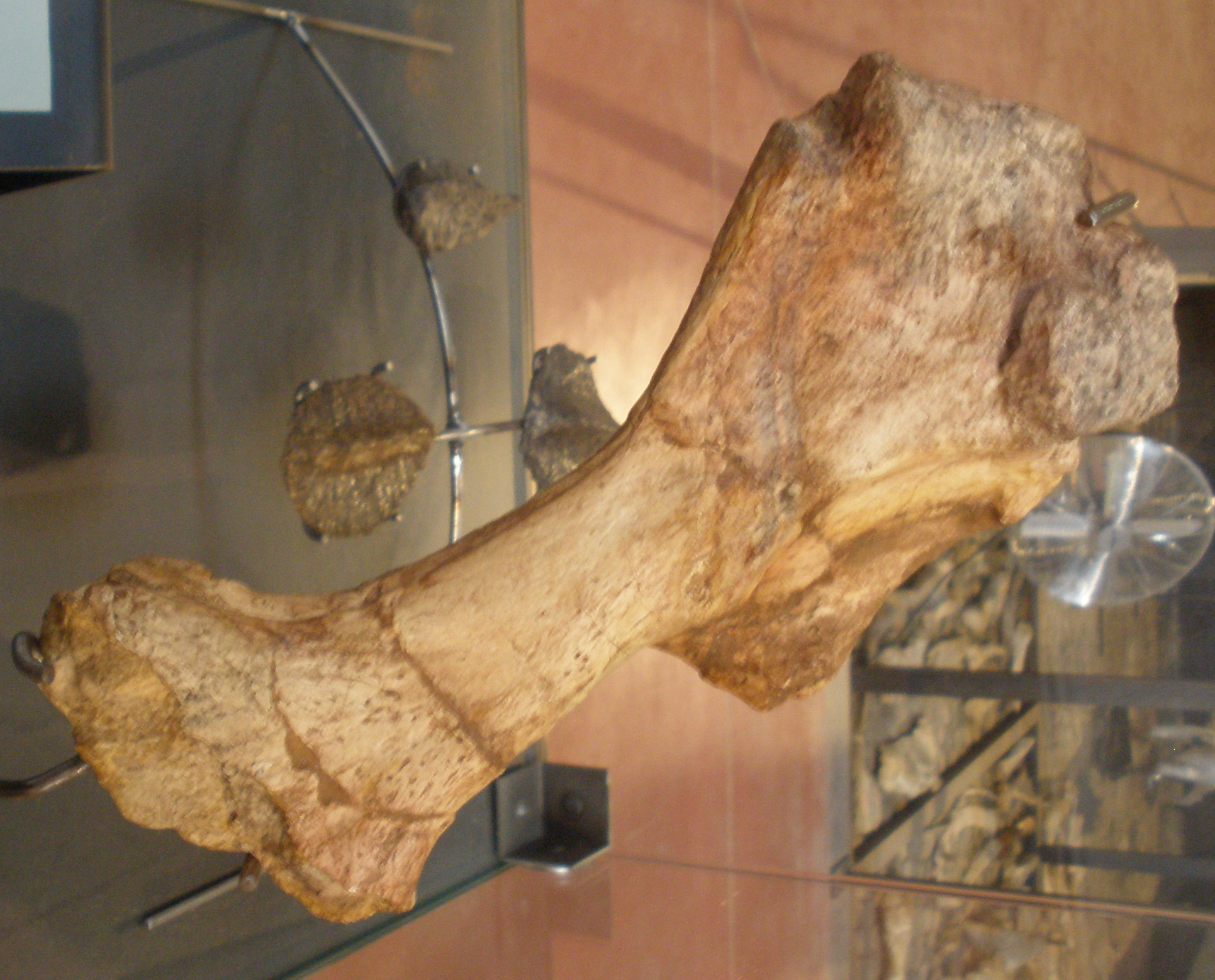
Omero e osteodermi di Struthiosaurus

Al genere sono state ascritte numerose specie, perlopiù basandosi su dati frammentari e senza serie ricerche.
Tre sono le specie accertate finora: S. austriacus Bunzel, 1871, S. transylvanicus (Nopcsa, 1915) e S. languedocensis Garcia and Pereda-Suberbiola, 2003.
Queste differiscono fra di loro in quanto la prima ha le vertebre cervicali più tozze e le ossa del complesso paraoccipitale libere, a differenza della seconda, dove esse sono fuse, mentre le vertebre sono più allungate. Di S. languedocensis manca il cranio, tuttavia le sue vertebre dorsali hanno forma diversa da S. Transylvanicus, mentre la forma delle ossa pubiche è leggermente differente rispetto a S. austriacus.
Assieme all'Hungarosaurus, questo dinosauro è uno dei due membri della famiglia Ankylosauria scoperti in Europa. Numerose altre specie, come Crataeomus, Danubiosaurus, Pleuropeltis, Lepisanosaurus, si sono poi rivelate essere giovani di Struthiosaurus.
L'analisi cladistica delle ossa rivela che questi animali erano i più primitivi fra i Nodosauridae; alcuni studiosi, però, considerano la classificazione in questo gruppo solo provvisoria, in attesa di studi più approfonditi.